# Geschwister-Scholl-Schule (Rodgau)
Die Geschwister-Scholl-Schule im Rodgauer Stadtteil Hainhausen ist eine kooperative Gesamtschule im Landkreis Offenbach in Hessen mit etwa 1015 Schülern in den Jahrgangsstufen 5 bis 10. Sie kooperiert mit der gymnasialen Oberstufe Claus-von-Stauffenberg-Schule in Rodgau-Dudenhofen. Benannt wurde sie nach den Geschwistern Scholl.

## Geschichte
Die Geschwister-Scholl-Schule wurde 1965 als Mittelpunktschule (Grund- und Hauptschule) für die Gemeinde Hainhausen, Weiskirchen und Rembrücken eingeweiht. 1970 wurde die Förderstufe eingeführt (5. bis 6. Jahrgang). Zwei Jahre später kam die Erweiterung zur Grund-, Haupt- und Realschule. 1976 wurde die Grundschule getrennt und die benachbarte Münchhausen-Schule gegründet.
1994 wurde die Geschwister-Scholl-Schule zu einer Kooperativen Gesamtschule umgewandelt (Haupt-, Realschule und Gymnasium). 1998 wurde das Schulgelände zum ersten Mal modernisiert und durch einen naturwissenschaftlichen Trakt erweitert. 2003 wurde die Schule zum Kompetenzzentrum für Informationstechnik (IT) und bekam einen musikalischen Schwerpunkt durch die Einrichtung der Musikklassen.
2004 wurde die Geschwister-Scholl-Schule in eine kooperative Gesamtschule umgewandelt und die Förderstufe, die vorher an der Schule üblich war, durch schulformbezogene Eingangsklassen ersetzt. 
Ende 2006 wurde der Bau der Schulküche und der Mensa, die gemeinsam mit der Grundschule genutzt wird, begonnen. 2008 wurde dieser Gebäudekomplex eingeweiht.
Anfang des Schuljahres 2009/2010 wurden in etwa 80 % der Schulräume so genannte Smart Boards installiert, um interaktives Lernen und Arbeiten mit neuen Medien zu ermöglichen. Inzwischen sind alle Fachräume mit interaktiven Boards ausgestattet. Der Schulhof wurde im Schuljahr 2016/17 komplett saniert. Die 5. Klassen haben „Spieletonnen“ für die aktive Pausengestaltung erhalten.
Seit dem Schuljahr 2007/08 werden verschiedene Schwerpunkte angeboten, die kontinuierlich weiterentwickelt wurden. Aktuell gibt es Bläser-, NaWi-, eMINT-, Kunst-, Mint-, Technik- und Handwerksklassen.
Die GSS ist seit 2010 eine Schule mit musikalischem Schwerpunkt.
Seit 2015 ist die Geschwister-Scholl-Schule als „MINT-freundliche Schule“ ausgezeichnet. Im Jahr 2022 folge zudem die Ehrung als "Digitale Schule".
Seit 2019 wird die digitale Schulinfrastruktur schrittweise erneuert und ausgebaut: flächendeckendes WLAN, interaktive Tafeln in allen Räumen, modernisierte PC-Räume und Tablet-Wagen, die Nutzung des Schulportals Hessen, ein digitales Klassenbuch u. v. m.
Im Jahr 2025 feierte die Geschwister‑Scholl‑Schule in Rodgau ihr 60‑jähriges Bestehen mit einem Kulturabend, bei dem Lehrkräfte und Schülerinnen und Schüler gemeinsam ein abwechslungsreiches Programm mit Musik‑, Tanz‑ und Schauspielbeiträgen präsentierten.

## Schule
An der Geschwister-Scholl-Schule gibt es insgesamt 80 Lehrkräfte. Der jetzige Schulleiter der GSS heißt Tino Desogus. Seine Stellvertreterin ist Andrea Haase. Gymnasialzweigleiter ist Torsten Schäfer. Leiter des Realschulzweiges ist Nils Stromberg und der Leiter des  Hauptschulzweiges ist Philip Hausmann. Im Jahr 2010 werden in der Geschwister-Scholl-Schule 704 Schüler unterrichtet, welche in der Regel aus Rodgau stammen. Im Schuljahr 2014/15 zählte die Geschwister-Scholl-Schule 804 Schüler, und im Schuljahr 2023/24 sind es schon über 1000 Schüler.

### Veranstaltungen
- Projektwoche
- Schüleraustausch Spanien/Frankreich
- Bundesjugendspiele/Sportfest
- Kulturabend
- Weihnachtskonzert
- Tag der offenen Tür
- Aktion sauberes Klassenzimmer
- Buddyprojekt
- Digitale Helden
- Lesewettbewerb
- Mathematikwettbewerb
- FIRST LEGO League Challenge
- Zusammenarbeit mit der Freiwilligen Feuerwehr Dudenhofen
- Sommerkonzert
- DELF-Zertifikat
- ICDL-Zertifikat

### Cafeteria
Seit dem 7. April 2008 können Schüler der Münchhausen-Schule (der benachbarten Grundschule) und der Geschwister-Scholl-Schule in der neuen Cafeteria zu Mittag essen. Diese soll neben dem üblichen Pausenverkauf den Schülern für ihre Freistunden, die Zeit zwischen Unterrichtsende und Beginn der Arbeitsgemeinschaften oder bis zur Hausaufgabenbetreuung eine angenehme Aufenthaltsmöglichkeit bieten. Das Menü wird in der Küche überwiegend mit Bio-Waren täglich frisch zubereitet. Die Cafeteria wird betrieben von Lebensräume ESSwerk Offenbach, einer gemeinnützigen Organisation, die mit Menschen mit leichten Handicaps arbeitet. Damit hat der Schulträger die Voraussetzungen geschaffen, den Schülern der GSS einen Mittagstisch anzubieten. 

### Arbeitsgemeinschaften und Förderungen
Arbeitsgemeinschaften
- Für Klassen:
  - Erwerben des Computerführerscheins, 5/6
  - Bücherei
  - ICDL, 7-10 Gymnasium/Realschule
- Für alle Schüler
  - NaWi-AG
  - Schulsanitäter
  - Schulband (3 Gruppen)
  - Big Band
  - Chor
  - Drum for fun
  - Theater
  - Schulbands
  - Handball
  - American Sports
  - Bogenschießen
  - Englisch: Vorbereitung für die Oberstufe
  - DELF
  - Skulpturenbau
  - Sandkunst
  - Digitale Helden

Förderungen
- Für Klassen
  - Deutsch LRS, 5 und 6
  - Englisch Grammatiktraining, 10 Realschule
  - Englisch, 6 Realschule
  - Wir festigen unsere Englischkenntnisse, 6 Gymnasium
  - Spanisch, 8 Gymnasium
  - Mathematik,6 Gymnasium
  - Lesekompetenz, 5 und 6
  - Deutsch, 9 Hauptschule
  - Deutsch, 8 Hauptschule
  - Mathematik, 10 Realschule
  - Mathe-Heroes, für alle 5-10

## Schwerpunkte

### Bands
An der Geschwister-Scholl-Schule gibt es mehrere Schulbands, unter anderem My Destruction, Look Times Apes und weitere kleine Schulbands. Die Bands proben nachmittags nach dem Unterricht in den von der Schule zur Verfügung gestellten Räumen unter Aufsicht von Musiklehrern. Die Bands treten teilweise auch außerhalb von schulischen Veranstaltungen auf.

### Schulsozialarbeiter
Die Hauptaufgaben des Schulsozialarbeiters sind die Betreuung des Spieleraums, Streitschlichtung zwischen Schülern oder Ansprechpartner für Kinder und Jugendlichen bei schulischen oder auch privaten Problemen zu sein. Außerdem ist er auch ein Berater für Eltern mit Erziehungsproblemen und Coach des Buddy Projekts.

### Wahlunterricht
Im Rahmen des Pflichtunterrichts werden den Schülern eine vertiefte Allgemeinbildung und umfassende Persönlichkeitsbildung vermittelt. Der Wahlpflichtunterricht ermöglicht ihnen eine ihren Fähigkeiten und Neigungen entsprechende Schwerpunktbildung. Schulformübergreifendes Lernen findet in der Geschwister-Scholl-Schule im Sportunterricht ab Jahrgangsstufe 9 und in verschiedenen Arbeitsgemeinschaften statt.
Die schulinternen Arbeitspläne stellen durch Absprachen mit den weiterführenden Schulen (Gymnasiale Oberstufe und Beruflich Gymnasien) sicher, dass das Abschlussprofil der 9. Klasse des Gymnasialzweigs dem Eingangsprofil der 10. Klasse in der Oberstufe entspricht. Um dieses zu gewährleisten, findet ein inhaltlicher und personaler Austausch mit den weiterführenden Schulen statt.

### Buddy-Projekt
Das Buddyprojekt gibt es seit 2008 an der GSS. Hierbei unterstützen die Schüler der 9. und 10. Klassen, die neu eingeschulten Fünftklässler und versuchen ihnen in ihrem neuen Schulalltag behilflich zu sein. Bei Fragen oder Problemen stehen die „Buddies“ immer zur Verfügung und helfen gerne in problematischen Situationen. Seit Frühjahr 2010 gibt es die Pausen-Buddies.

### Kulturabend
Der Kulturabend findet einmal im Schuljahr statt. Bei diesem Event der Schule treten verschiedene Bands und Gruppen auf. Lehrer und Schüler gestalten zusammen ein unterhaltsames Abendprogramm. Bei diesem kulturellen Ereignis soll vor allem das Musikengagement in den Vordergrund gestellt werden. Außerdem werden sportliche Tänze und Showeinlagen präsentiert. Teilweise werden auch schauspielerische Leistungen geboten.

### Musikklassen
Da die Geschwister-Scholl-Schule besonders musikinteressierte Schüler ansprechen will, gibt es schon seit langem Musikklassen, in denen die Schüler der 5. und 6. Klassen die Möglichkeit haben, verschiedene Musikinstrumente zu erlernen und zusammen im Unterrichtverbund Musikkompositionen einzuüben.
Seit dem Schuljahr 2007/2008 gibt es reine Bläserklassen, welche sich auf die Gymnasiale Stufe beschränken. Die Schüler haben dabei die Auswahl zwischen Querflöte, Klarinette, Trompete, Saxophon, Posaune und Tenorhorn. Die Bläserklassen haben einmal die Woche Instrumentalunterricht und Orchesterprobe. Der Musikunterricht gilt ausschließlich für die fünften und sechsten Klassen. Nach diesen zwei Jahren können die Kinder ihre Instrumente käuflich erwerben und in die Big Band eintreten.

### Sonstige Schwerpunktklassen
Außer der Musikklasse bietet die Geschwister-Scholl-Schule für das Gymnasium auch die Schwerpunktklassen NaWi, eMINT bzw. Kunst und für die Realschule die Schwerpunktklassen Mint bzw. Handwerk-Technik an.